# Rimavská Baňa
Rimavská Baňa (ungarisch Rimabánya) ist eine Gemeinde in der Süd-Mitte der Slowakei, mit 502 Einwohnern (Stand 31. Dezember 2024) und liegt im Okres Rimavská Sobota, einem Kreis des Banskobystrický kraj.

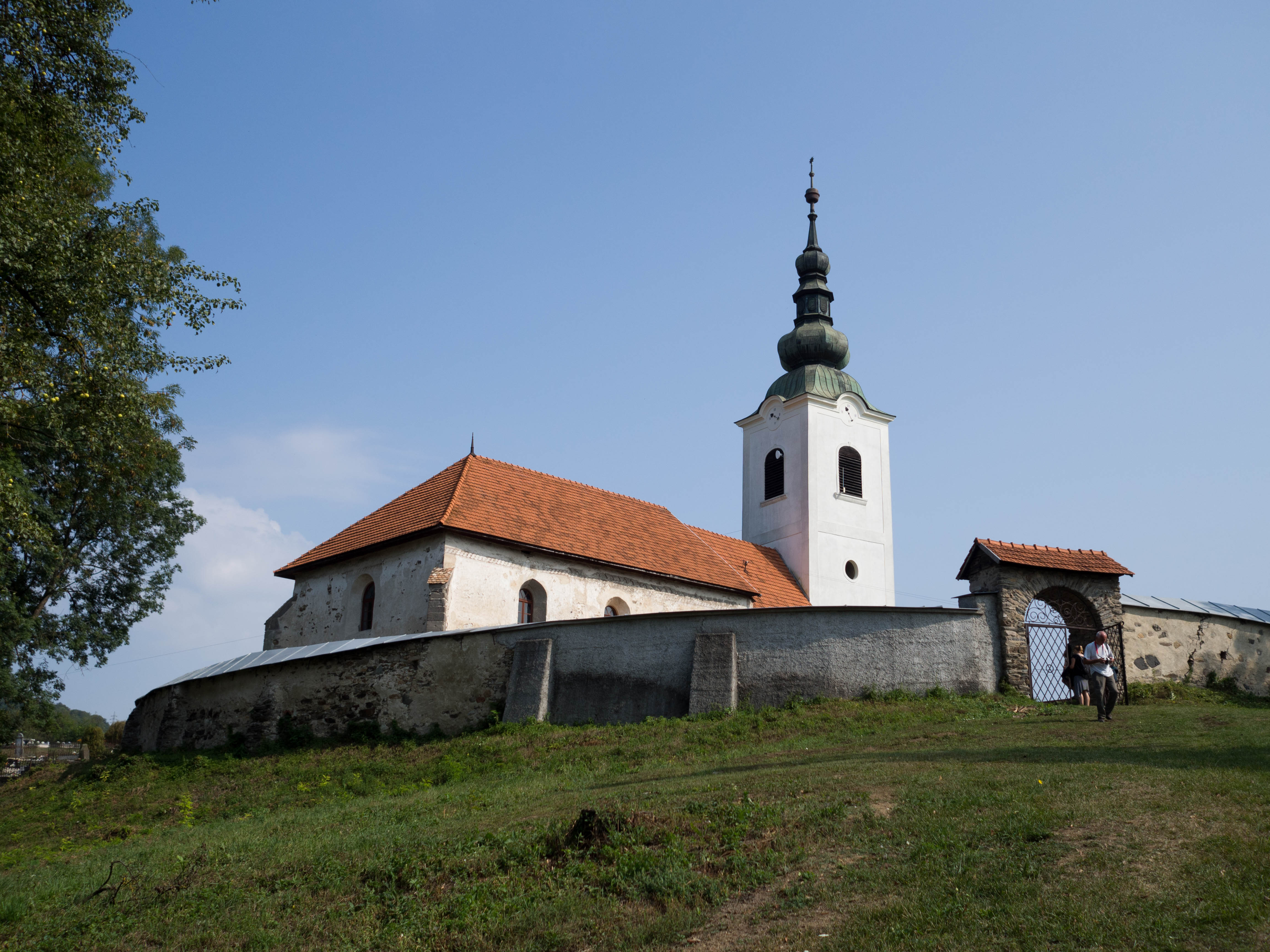
Evangelische Kirche

## Geographie
Die Gemeinde liegt im oberen Tal des Flusses Rimava beim Zusammenfluss mit der rechtsufrigen Rimavica und befindet sich im Bergland Revúcka vrchovina, einer Untereinheit des Slowakischen Erzgebirges. Das Ortszentrum liegt auf einer Höhe von 275 m n.m., während der „Hausberg“ Sinec (917 m n.m.) erhebt sich nordwestlich des Ortes. Rimavská Baňa ist sieben Kilometer von Hnúšťa und 17 Kilometer von Rimavská Sobota entfernt.

## Geschichte
Rimavská Baňa entstand wohl im 12. Jahrhundert und wurde zum ersten Mal 1270 als Bana schriftlich erwähnt. Der Name weist auf die frühere Bergbauaktivität hin. Bis 1334 gehörte der Ort zum Erzbischof von Kalocsa, im 15. Jahrhundert dann zum Herrschaftsgut der Burg Hajnáčka und in der Neuzeit verschiedenen Grundbesitzern. Im 19. Jahrhundert waren ein Eisenerzbergwerk sowie ein Eisenwerk tätig. 1828 sind 68 Häuser und 486 Einwohner verzeichnet. Nach 1918 ist die Haupteinnahmequelle der Einwohner Landwirtschaft.

## Bevölkerung
| Jahr                | 1994 | 2004    | 2014     | 2024    |
| ------------------- | ---- | ------- | -------- | ------- |
| Anzahl der Personen | 408  | 440     | 536      | 502     |
| Unterschied         |      | +7,84 % | +21,81 % | −6,34 % |

| Jahr                | 2023 | 2024    |
| ------------------- | ---- | ------- |
| Anzahl der Personen | 510  | 502     |
| Unterschied         |      | −1,56 % |

Ergebnisse nach der Volkszählung 2001 (461 Einwohner):
| Nach Ethnie: - 96,10 % Slowaken - 1,52 % Zigeuner - 0,87 % Tschechen - 0,22 % Magyaren | Nach Religion: - 43,60 % römisch-katholisch - 38,39 % konfessionslos - 12,36 % evangelisch - 2,62 % keine Angabe |

## Bauwerke
- spätromanische, heute evangelische Kirche aus dem 13. Jahrhundert, gotisch umgebaut, mit verschiedenen Fresken des 14. Jahrhunderts, heute ein nationales Kulturdenkmal

## Persönlichkeiten
- Juraj Palkovič (1769–1850), slowakischer Erwecker und Journalist